# Réserve naturelle de Bachkirie
La réserve naturelle de Bachkirie (en russe : Башкирский заповедник), à ne pas confondre avec le parc national de Bachkirie qui se trouve à une vingtaine de kilomètres, est une réserve naturelle de Russie située en Bachkirie dans l'Oural méridional. Elle a été instituée en 1930 dans le raïon de Bourzian.

## Historique
Instituée le 11 juillet 1930, la réserve a été supprimée en 1951 par le conseil des ministres de la république socialiste soviétique de Bachkirie pour laisser la place à un leskhoze, c'est-à-dire une exploitation forestière d'État intensive, selon le modèle socialiste. La réserve est rétablie en novembre 1958. Elle constituait alors en trois zones : celle de l'Ouraltaou, celle du Krak méridional et celle de Pribelsk. Le territoire de Choulgan-Tach s'en détache en 1986 pour former la réserve naturelle de Choulgan-Tach qui possède une grotte célèbre avec des fresques rupestres qui lui a donné son nom.
Une cartographie détaillée a été publiée en 2006 selon les travaux des étudiants géographes de l'université de Moscou.

## Géographie
Le relief de la réserve est montagneux. Ses sommets sont érodés, peu élevés et recouverts de forêts, comme au mont Massime, prisé des randonneurs. Les versants méridionaux sont recouverts de forêts et aussi de steppe boisée, avec des clairières aux graminées variées. Chaque zone de la réserve possède ses particularités.

### Climat
Le climat est atlantico-continental, mais la température peut baisser l'hiver à −45 °C. et des gelées sont fréquentes en été aux sommets. Les précipitations annuelles moyennes sont de 500 mm, surtout en été et en automne.

### Flore et faune
On répertorie plus de 700 espèces de graminées, d'arbustes et de plantes racinaires variées, ainsi que 51 espèces de mammifères, 155 espèces d'oiseaux, 27 espèces de poissons, 6 espèces de reptiles et 4 espèces d'amphibiens. Une abeille endémique proche d'Apis mellifera, dite « abeille de Bourzian », est spécialement protégée.

## Études scientifiques et menaces
La réserve a été fondée pour protéger l'écosystème des basses montagnes de l'Oural et notamment ses forêts peu touchées par l'activité humaine. Cependant en 1998 deux kolkhozes sont institués, mais sont déclarés comme contraires à la loi. De même en 2004 la question est soulevée auprès de la Douma fédérale de l'exploitation près du village de Sagaï (au milieu de la réserve) de chromite.

## Source
- (ru) Cet article est partiellement ou en totalité issu de l’article de Wikipédia en russe intitulé « Башкирский заповедник » (voir la liste des auteurs).